# Tusen och en natt (sång)
Tusen och en natt är en sång skriven av Gert Lengstrand (text) och Lars "Dille" Diedricson (musik) som vann Melodifestivalen 1999. Det är en upptempolåt som sjöngs av Charlotte Nilsson för Sverige i Eurovision Song Contest 1999 i Jerusalem i Israel. Den engelskspråkiga versionen, som framfördes i Eurovision Song Contest, heter "Take Me to Your Heaven" och för den är även Marcos Ubeda angiven som upphovsman.
Framträdandet i Eurovision Song Contest belönades med 12 poäng (högsta poäng) från Storbritannien, Norge, Malta och Bosnien-Hercegovina och vann tävlingen med 163 poäng. Detta blev Sveriges fjärde seger i Eurovision Song Contest. 1999 var första året i Eurovision Song Contest sedan 1970-talet som alla deltagande artister återigen sjöng på valfritt språk.
På skivinspelningar gavs låten ut i svenska dansbandet Wizex namn, bland annat på albumet Tusen och en natt samma år 
Låten lanserades även på singel, producerad av Mikael Wendt. På singellistorna placerade den sig som högst på andra plats i Sverige, tionde plats i Norge och 23:e plats i Nederländerna.
Den 24 april 1999 gick den svenskspråkiga versionen in som nykomling på förstaplatsen på Svensktoppen . Åtta veckor senare, den 12 juni 1999, blev den nedpetad till andraplats . Den 28 augusti 1999 gjorde låten sitt 19:e och sista besök på listan , för att veckan därpå vara utslagen från listan .
I Dansbandskampen 2009 framfördes låten av Per Gunnarz, och i Dansbandskampen 2010 tolkades låten av Elisas, ett band som 2011 även tog med sin version på albumet Det här är bara början .

## Låtlistor
1. Take Me to Your Heaven - 3:00
2. Tusen och en natt - 3:00

1. Take Me to Your Heaven - 3:00
2. Tusen och en natt - 3:00
3. Take Me to Your Heaven (instrumental version) - 3:00

## Listplaceringar
| Lista (1999)       | Placering |
| ------------------ | --------- |
| Belgien (Flandern) | 5         |
| Nederländerna      | 23        |
| Norge              | 10        |
| Sverige            | 2         |